# Konstantin Mamontow
Konstantin Konstantynowicz Mamontow, ros. Константин Константинович Мамонтов, właśc. Mamantow (ur. 16 października?/28 października 1869 w Sankt Petersburgu, zm. 14 lutego 1920 w Jekaterynodarze) – rosyjski wojskowy, pułkownik armii Imperium Rosyjskiego, generał porucznik w białych Siłach Zbrojnych Południa Rosji. 

## Życiorys

### Kariera wojskowa w Imperium Rosyjskim
Ukończył Nikołajewską Szkołę Kawalerii w 1890. Brał udział w wojnie rosyjsko-japońskiej jako oficer 1 czyckiego pułku Kozaków zabajkalskich. W 1912 r. otrzymał awans na pułkownika. Podczas I wojny światowej od kwietnia 1915 r. do kwietnia 1917 r. dowodził 6 Dońskim Pułkiem Kozaków, następnie do stycznia 1918 r. 6 Dońską Dywizją Kozaków.

### W białej armii
W początkowej fazie wojny domowej w Rosji współorganizował siły białych Kozaków do walki z bolszewikami nad Donem. Był wśród kozackich dowódców, którzy w lutym 1918 r., wobec zbliżania się sił czerwonych do Nowoczerkaska, wyprowadzili swoje oddziały na Stepy Salskie. W tym samym czasie powierzono mu dowodzenie grupą kawalerii w strukturze Armii Dońskiej (Carycyńska Grupa Mamontowa). W październiku 1918 r. brał udział w drugim oblężeniu Carycyna przez Kozaków dońskich. W marcu 1919 r. jego zgrupowanie, liczące 5-6 tys. żołnierzy, brało udział w walkach nad Sałem i Manyczem, powstrzymując kontrofensywę czerwonej 10 Armii z Carycyna wzdłuż linii kolejowej Carycyn-Wielikokniażeskaja. Następnie od lipca do grudnia 1919 r. dowodził  4 Dońskim Korpusem Kawalerii w Siłach Zbrojnych Południa Rosji. W 1919 r. otrzymał awans na generała porucznika. 
10 sierpnia Mamontow na czele swojego korpusu rozpoczął rajd po tyłach wojsk Frontu Południowego Armii Czerwonej. Według niektórych źródeł działał na polecenie głównodowodzącego Siłami Zbrojnymi Południa Rosji gen. Antona Denikina, który dowiedział się o planowanej kontrofensywie czerwonych, mającej zablokować jego plan marszu i uderzenia wprost na Moskwę. Inni autorzy dopuszczają możliwość, by Mamontow działał na własną rękę, a przynajmniej bez pełnego uzgodnienia swoich planów z Denikinem. Korpus Mamontowa wykorzystał lukę między czerwonymi 8 i 9 Armią i całkowicie zaskoczył siły przeciwnika, zajmując 18 sierpnia Tambow, a następnie także Kozłow. Kawaleria Mamontowa niszczyła infrastrukturę łącznościową czerwonych, wysadzała tory kolejowe i mosty, zniszczyła pewną liczbę magazynów z amunicją, rozpędziła część świeżo utworzonych oddziałów Armii Czerwonej, wywołując panikę. Działania Mamontowa zdezorganizowały przygotowania do ofensywy czerwonych na kierunkach carycyńskim i charkowskim, znacząco przyczyniając się do jej ostatecznego niepowodzenia. Równocześnie żołnierze Mamontowa dopuszczali się na masową skalę rabunków, plądrowania i grabieży, co sprawiło, że miejscowa ludność zaczęła określać siły białych jako Grabarmię. W trakcie rajdu Mamontow odmówił wykonywania poleceń Denikina, który wzywał go do skoncentrowania się na działaniach zaczepnych przeciwko 8 i 9 Armii, zamiast wkraczania do miasta, grabienia ich i następnie wycofywania się. Nie informował również dowództwa Sił Zbrojnych Południa Rosji o ruchach swoich sił, co uniemożliwiło innym oddziałom białych pełne wykorzystanie jego sukcesów. 
Po zajęciu Tambowa Mamontow opanował również Lebiediań i Jelec, a następnie, współpracując z siłami gen. Andrieja Szkury, także Woroneż. Po wkroczeniu przez kawalerię Mamontowa do Jelca w mieście miał miejsce pogrom Żydów.
W listopadzie 1919 r. poważnie osłabiony wcześniejszymi działaniami korpus Mamontowa razem z oddziałami Szkury został zmuszony do opuszczenia Woroneża i rozbity przez korpus konnicy Siemiona Budionnego w bitwie między Woroneżem a węzłem kolejowym Kastornoje. 2 listopada 1919 r. gen. Piotr Wrangel pozbawił go dowodzenia korpusem, co spotkało się ze sprzeciwem żołnierzy Mamontowa i przyczyniło się do spadku morale w jednostkach białej kawalerii. We wrześniu 1920 r. 4 Korpus Doński został przeniesiony z Armii Ochotniczej do Armii Dońskiej, w związku z czym Mamontow nominalnie pozostawał jego dowódcą. Stało się tak na mocy decyzji popierających Mamontowa naczelnych dowódców Kozaków dońskich: atamana Afrikana Bogajewskiego i gen. Władimira Sidorina. 
W styczniu 1920 r. wyjechał do Jekaterynodaru na posiedzenie Kręgu dowódców kozaków dońskich, kubańskich i tereckich. W mieście tym zachorował i zmarł na tyfus. W Jekaterynodarze został również pochowany.

## Odznaczenia
- Order Świętej Anny II klasy (1912)
- Order Świętej Anny III klasy z Mieczami i Kokardą (1906)
- Order Świętej Anny IV klasy (1904)
- Order Świętego Włodzimierza III klasy z Mieczami
- Order Świętego Włodzimierza IV klasy z Mieczami i Kokardą
- Order Świętego Stanisława II klasy z Mieczami (1906)
- Order Świętego Stanisława III klasy z Mieczami i Kokardą (1904)